# Bataille de Camlann

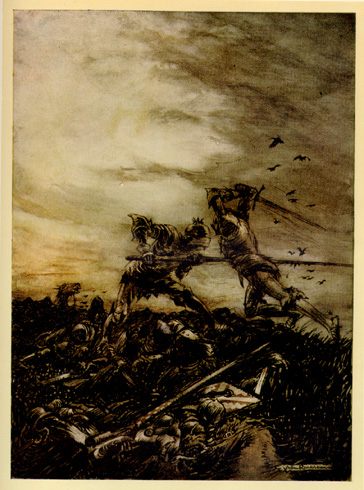
Comment Mordred a été tué par Arthur et comment Arthur a été blessé à mort, par Arthur Rackham

La bataille de Camlann (Gwaith Camlan ou Brwydr Camlan en gallois) est la bataille finale légendaire du roi Arthur, au cours de laquelle Arthur meurt ou est mortellement blessé alors qu'il combat aux côtés ou contre Mordred, qui périt également. La légende originale de Camlann, inspirée d'un événement prétendument historique qui aurait eu lieu au début du VIe siècle en Grande-Bretagne, n'apparaît que dans de vagues mentions trouvées dans plusieurs textes médiévaux gallois datant du Xe siècle environ. Des récits plus détaillés de la bataille émergent à partir de la rédaction de l'Historia Regum Britanniae au XIIe siècle. Plus tard, elle est connue sous le nom de « bataille de Salisbury » dans les romans de chevalerie français.

## Sources anciennes
La première référence connue de cette bataille se trouve dans les annales galloises Annales de Cambrie (datées du Xe siècle environ et conservées dans des manuscrits du XIIe siècle). Une entrée pour l'année 537 mentionne le « conflit de Camlann, dans lequel Arthur et Medraut tombèrent, et il y eut une grande mortalité en Bretagne et en Irlande ».
C'est aussi la première mention écrite de Medraut (le dernier Mordred), mais il n'est pas précisé s'ils sont alors ennemis ou alliés ni qui a gagné la bataille.
Selon Geoffroy de Monmouth (Historia Regum Britanniae, 1135-1138, qui est un récit de fiction en dépit de son nom), Arthur qui mène la guerre en Gaule est trahi par sa femme Guenièvre. En effet, celle-ci soutient l'usurpateur Mordred, fils d'Arthur et de sa demi-sœur Morgane alors qu'il n'était qu'écuyer. Arthur confie alors la moitié de son armée à son fidèle neveu Hoël et revient sur l'île combattre Mordred. Les deux hommes et leurs alliés respectifs se retrouvent à Camlann. Là, meurent le roi Arthur et son fils incestueux. Le souverain est alors conduit à Avalon. Selon la légende, c'est sur cette même île qu'il renaîtra de ses cendres en des jours plus propices : c'est « l'espoir breton ». Cependant, cet espoir a été mis à mal par Henri II  Plantagenêt qui prétendait être la réincarnation du Roi Arthur.
Le même auteur, dans sa Vita Merlini (1150), évoque à nouveau la mort d'Arthur. Cette fois, c'est Merlin lui-même qui mène Arthur, grièvement blessé mais toujours vivant, sur l'île d'Avalon, où il est accueilli par Morgane et ses huit sœurs. La mort d'Arthur à Camlann a été reprise par de nombreux auteurs médiévaux (Thomas Malory, etc.) avec quelques variantes.

## Lieu
L’archéologue Leslie Alcock situe la bataille de Camlann en 490 apr. J.-C. Selon les Annales Cambriae, elle aurait eu lieu en 537, et en 541 selon les Annales de Tigernach.
Certains historiens situent Camlann dans la plaine de Salisbury, dans le sud de l’Angleterre. Dans le Lancelot-Graal, cette bataille se déroule d'ailleurs dans la plaine de Salesbières. Pour d'autres, il pourrait s'agir du fort de Camboglanna sur le mur d'Hadrien dans le Cumberland.
Camboglanna est en effet liée à Aballaka / Avallaka (probable Avalon) par le mur d'Hadrien, dans sa partie ouest, en Cumberland. Elles font partie aussi toutes deux du bassin hydrographique de la rivière Ituna / Eden, qui a correspondu, un temps, au royaume breton de Rheged.

## Culture populaire
- Les deux derniers épisodes de l'ultime saison de la série télévisée Merlin mettent en scène la bataille de Camlann